# FAOSA
FAOSA war ein mexikanischer Brillenhersteller, dessen Produkte von zahlreichen Prominenten getragen wurden.

## Geschichte
Jose Cuttler eröffnete 1925 in Mexiko-Stadt die Fabrica de armazonas opticos South America (deutsch: Fabrik für Brillengestelle Südamerika, kurz FAOSA), die aus Cellulosenitrat  die charakteristischen Brillengestelle mit breitem, schwarzen Rahmen herstellte. Später wurden die Gestelle aus weniger entflammbarer Cellulose hergestellt. Eigene Verkaufsstellen entstanden in Mexiko-Stadt und Miami. In den 1950er Jahren produzierten 115 Mitarbeiter täglich 15.000 Brillengestelle weitgehend in Handarbeit. Bekanntester Träger einer FAOSA-Brille war zu dieser Zeit der Musiker Buddy Holly, für den das Modell Zafiro zum Markenzeichen wurde.
1961 übernahm Joses Sohn Luis die Firma und musste sich zunehmender Konkurrenz vor allem aus Asien und Europa stellen. FAOSA fertigte als weiteres Produkt die offiziellen Schlüsselanhänger der Olympischen Spiele 1968 in Mexiko-Stadt. In den 1970er Jahren wurde der Betrieb eingestellt.

## Berühmte Träger
- Fidel Castro (1926 oder 1927–2016), kubanischer Revolutionär
- Adolfo Ruiz Cortines (1890–1973), mexikanischer Präsident
- Juan García Esquivel (1918–2002), mexikanischer Jazz-Musiker
- Buddy Holly (1936–1959), US-amerikanischer Musiker
- Lightnin’ Hopkins (1912–1982), US-amerikanischer Musiker
- Roy Orbison (1936–1988), US-amerikanischer Musiker